# Hausen bei Würzburg
Hausen bei Würzburg (ufficialmente Hausen b.Würzburg) è un comune tedesco di 2 358 abitanti, situato nel land della Baviera.